# 송보배
송보배(1986년 2월 22일~)는 대한민국의 골프 선수이다. 2004년에 프로로 전향하여 한국 LPGA 투어에서 6회 우승했다.